# Садбері-енд-Герроу-роуд (станція)
51°33′14″ пн. ш. 0°19′00″ зх. д. / 51.554° пн. ш. 0.3167° зх. д.
Садбері-енд-Герроу-роуд (англ. Sudbury & Harrow Road) — станція приміської лінії Chiltern Railways. Розташована у 4-й тарифній зоні. Пасажирообіг на 2017 рік — 42,286 осіб.
1. березня 1906: відкриття станції.

## Пересадки
- На метростанцію Садбері-таун
- На автобуси London Buses маршрутів: 18, 92, 182, 245 та нічний маршрут N18

## Послуги
| Попередня станція | Лінія | Лінія             | Лінія | Наступна станція    |
| ----------------- | ----- | ----------------- | ----- | ------------------- |
| Стадіон Вемблі    |       | Chiltern Railways |       | Садбері-гілл-Герроу |